# Quentin Lafay
Quentin Lafay, né le 6 juillet 1989 à Lyon, est un journaliste et écrivain français, ancien conseiller et rédacteur des discours d'Emmanuel Macron.

## Origines et formation
Il est le fils d'un kinésithérapeute et d'une orthophoniste.
Après ses études à Sciences Po (diplômé en 2013), il intègre l’École normale supérieure de Paris, où il suit un double cursus au niveau master : l'un en politique publique et développement (non validé) à l’École d'économie de Paris et un second en sociologie à l’EHESS,.

## Biographie

### Carrière politique
Après la victoire de François Hollande à la présidence de la République en 2012, Quentin Lafay est recruté dans le cabinet de Marisol Touraine, nommée ministre de la Santé, afin d'y écrire ses discours. 
En août 2014, à l'initiative d'Ismaël Emelien, il devient membre du cabinet d'Emmanuel Macron à Bercy, également chargé d'y écrire ses discours,.
Dès septembre 2016 et la création du mouvement En Marche fondé par Emmanuel Macron, il participe à la coordination du programme et contribue aux discours.
En avril 2017, il publie son premier roman La Place forte, aux éditions Gallimard, quelques jours avant le premier tour de la présidentielle. Le roman met en scène un passage éclair d'un jeune ministre à Bercy autour de la thématique de l'attraction et de la solitude du pouvoir. Dans la préface, il se défend de toute ressemblance avec Emmanuel Macron en déclarant : « Ce texte n’est en aucun cas un roman à clef. Tout lecteur qui tenterait d’opérer quelque rapprochement avec la réalité s’égarerait nécessairement ».
Ses courriels privés sont piratés, et publiés le 5 mai 2017, juste avant le second tour de l'élection présidentielle, dans le cadre des MacronLeaks. Toute sa vie privée est révélée. Cet épisode douloureux lui donne l'idée de son roman L'Intrusion (2020),,.
Après la victoire présidentielle, il travaille à l’Élysée, où il est conseiller chargé de l’éducation, de la jeunesse et de la prospective. Il quitte l’Élysée après six mois seulement pour désaccord politique et parce qu’il estime que l’expérience « l’assèche ». Il part à Los Angeles en novembre 2017, où il passe un an et écrit son deuxième livre. Il y travaille aussi au scénario d'une série de télévision sur la vie politique,.

### Carrière médiatique
Fin 2019, Quentin Lafay rentre à Paris ; il est recruté par Radio France. 
En 2021, il intègre France Culture, où il propose chaque matin une chronique dans la matinale de Guillaume Erner intitulée Et maintenant ?. En parallèle, il produit chaque jeudi soir l’émission Géographie à la carte.
À la rentrée 2022, il reprend la matinale du week-end de France Culture, qu’il anime durant deux saisons,. Durant la coupure estivale, il anime également Les Matins d’été. 
À la rentrée 2024, il crée la tranche 18 h-20 h de la chaîne : une émission consacrée au débat d’actualité et à l’histoire de la pensée et de la recherche. 
Quentin Lafay est également dirigeant de la société EqualProd, qui produit des émissions sur YouTube, Twitch et avec plusieurs chaînes de télévision. Il coproduit notamment l’émission Backseat, présentée par Jean Massiet.

## Opinions et vie privée
Il dit être « socialiste tempéré », non inscrit dans un parti politique. Il s’engage à plusieurs reprises en faveur de Julian Assange, le fondateur de Wikileaks.
Adolescent, il joue de la flûte traversière.

## Romans
- Quentin Lafay, La Place forte, Gallimard, juin 2017, 240 p. (ISBN 9782072723209)[19],[20].
- Quentin Lafay, L'Intrusion, Gallimard, 128 p. (ISBN 9782072858109)[4],[6],[21].